# Cordia dichotoma
Cordia dichotoma är en strävbladig växtart som beskrevs av G. Forster. Cordia dichotoma ingår i släktet Cordia, och familjen strävbladiga växter. Inga underarter finns listade i Catalogue of Life.

## Bildgalleri

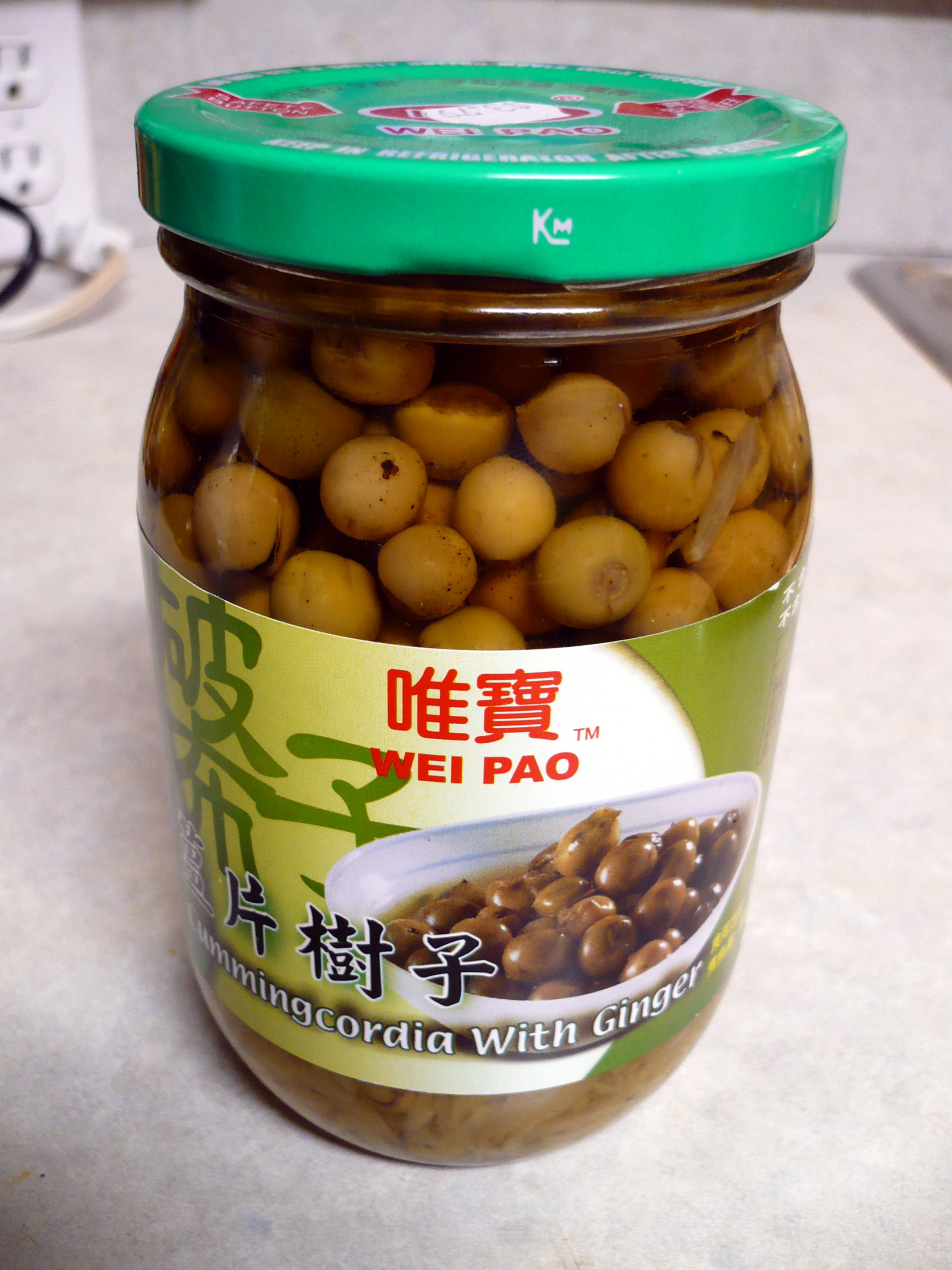
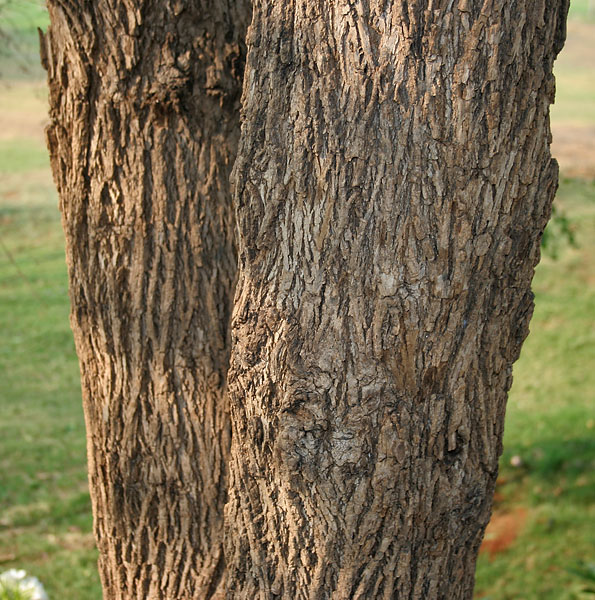
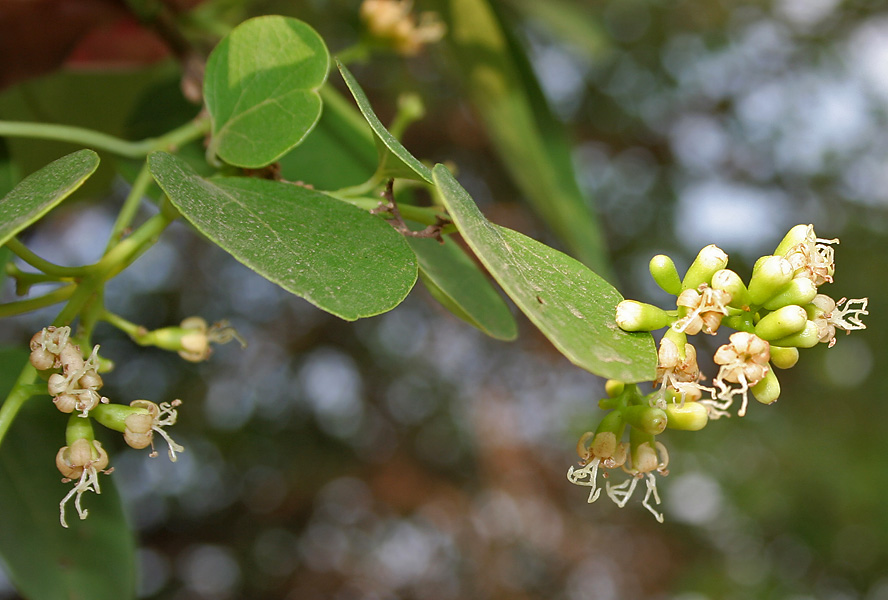
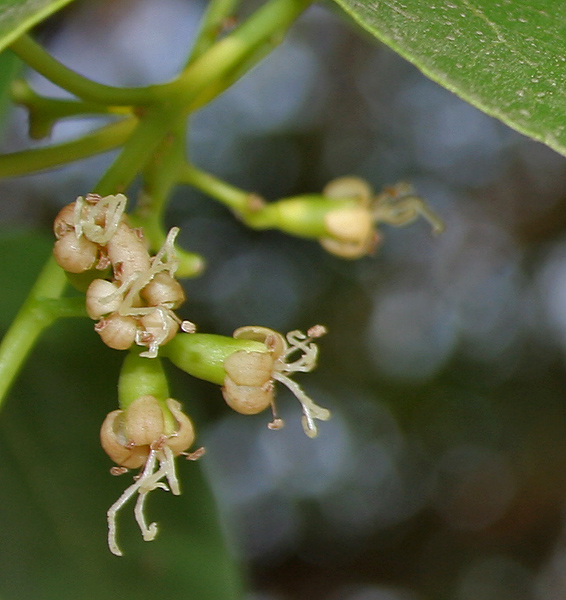
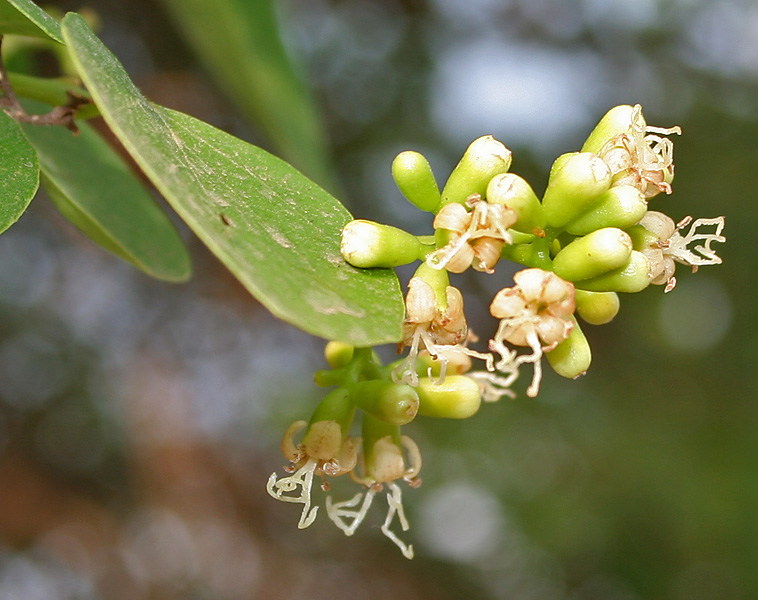
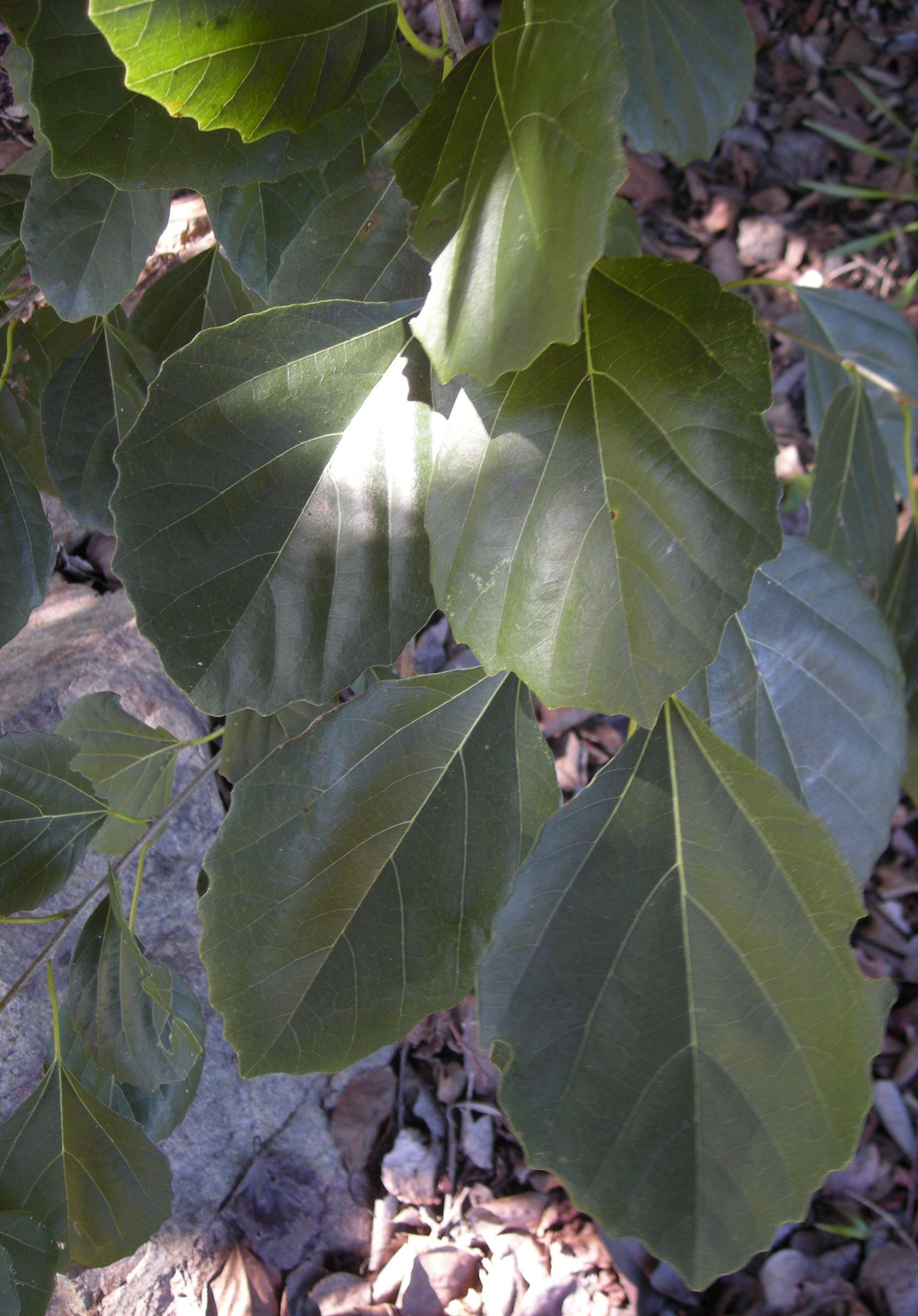